# Rechsteineria trifoliata
Rechsteineria trifoliata là một loài thực vật có hoa trong họ Tai voi. Loài này được (Martens) Kuntze miêu tả khoa học đầu tiên năm 1891.